# Panský mlýn (Rančířov)
Panský mlýn v Rančířově v okrese Jihlava je vodní mlýn, který stojí na řece Jihlávka. Je chráněn jako nemovitá kulturní památka České republiky.

## Historie
Mlýn byl vybudován v roce 1724 jihlavskou městskou obcí na místě staršího mlýna pod hrází rybníka. Původně panský mlýn koupila roku 1777 mlynářská rodina Dobrovolných, která mu v letech 1784–1789 dala pozdně rokokovou podobu. Součástí areálu byla i pila a bruska s vlastním komínem.
Mlýn byl v provozu až do 2. světové války. Později byl výrazně přestavěn; z historických staveb se dochovala pouze patrová obytná budova s mansardovou střechou, jejíž pravidelně členěné fasády jsou bohatě zdobené štukovým dekorem.

## Popis
Voda na vodní kolo vedla náhonem z rybníka, z něhož zůstalo pouze torzo hráze.